# 普羅維登斯環礁

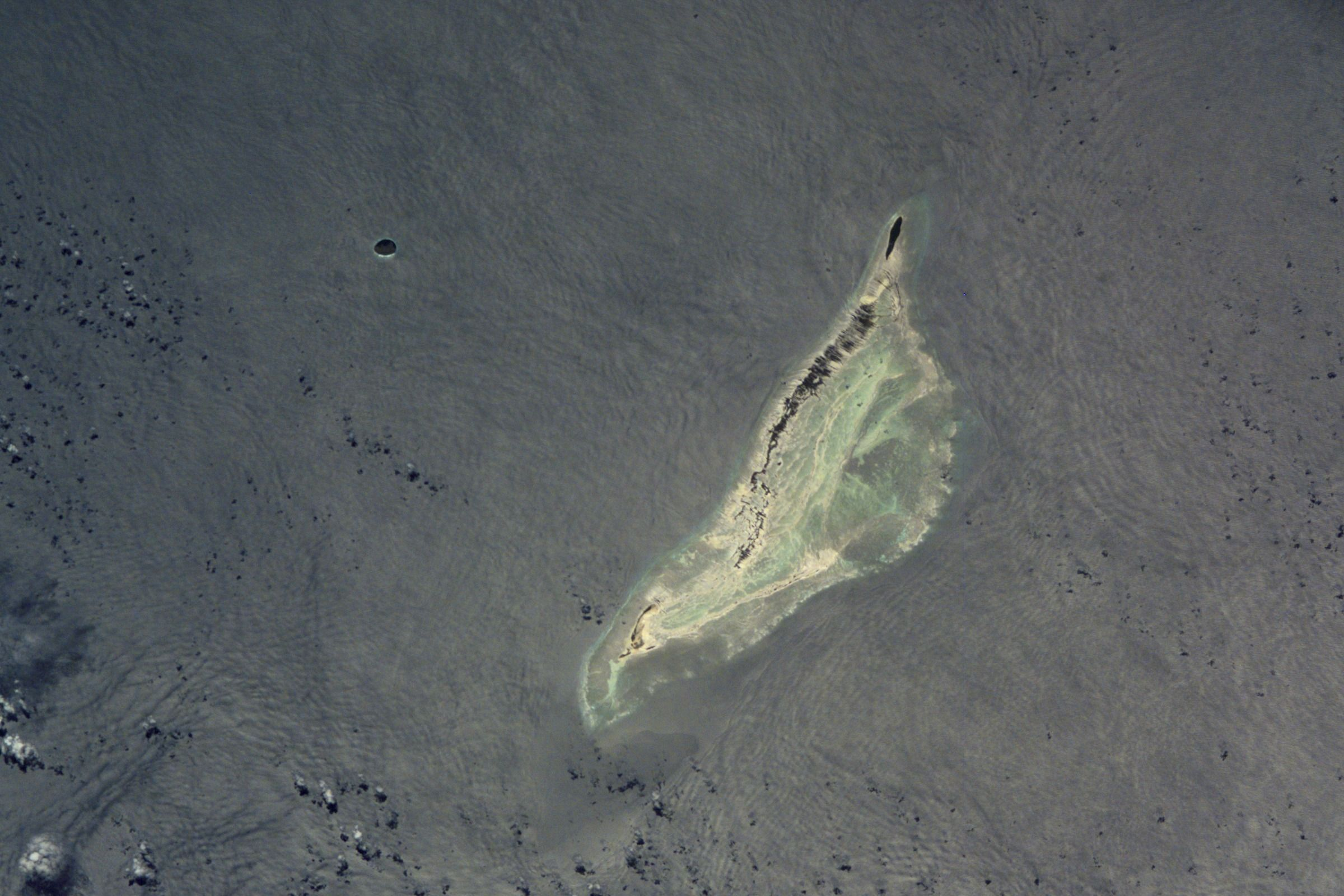

普羅維登斯環礁是東非國家塞舌爾的環礁，屬於法夸爾群島的一部分，位於馬埃島西南約710公里，由2個小島組成，長30公里、寬10公里，土地面積1.5平方公里，潟湖面積約200平方公里。
9°22′S 51°02′E / 9.37°S 51.03°E